# Ixora chinensis
Ixora coccinea es una especie de arbusto de la familia de las rubiáceas.

## Descripción
Es un arbusto que alcanza un tamaño de 0,8-2 m de altura, con las ramas glabras. Las hojas son opuestas, a veces aparentemente en verticilos en los entrenudos del tallo debido a la reducción de 4, sésiles o pecioladas, con pecíolo de hasta 5 mm, glabras, coriáceas, oblanceoladas, oblongo-oblanceoladas, obovadas, elíptico-oblongas o lanceoladas, de 6-18 x 3 -6 cm, glabras en ambas superficies, la base cuneada a poco truncada o redondeada, el ápice obtuso o redondeado a agudo. La inflorescencia es terminal, en forma de corimbo con muchas flores,  subsésiles a pedunculadas, pedúnculo de 1,5 cm, a menudo sostenidas por dos hojas reducidas o brácteas con forma de hoja. La corola de color rojo o amarillo rojizo. El fruto en forma de drupa de color negro rojizo, subglobosa. Fl. Mayo-julio y diciembre, fr. Septiembre-octubre.

## Distribución y hábitat
Se encuentra en los matorrales, dispersa en los bosques, a una altitud de 200-800 metros en Fujian, Guangdong, Guangxi en China y en Indonesia, Malasia, Filipinas y Vietnam, están también ampliamente cultivadas en las regiones tropicales.

## Taxonomía
Ixora chinensis fue descrita por Jean-Baptiste Lamarck y publicado en Encyclopédie Méthodique, Botanique 3: 344, en el año 1789.
Sinonimia
| - Bemsetia paniculata Raf. - Gaertnera hongkongensis Seem. - Ixora blanda Ker Gawl. - Ixora coccinea Curtis - Ixora colei Gentil - Ixora crocata Lindl. - Ixora dixiana Gentil - Ixora dubia Schult. - Ixora flammea Salisb. - Ixora incarnata Roxb. ex Sm. - Ixora kroneana (Miq.) Bremek. | - Ixora pallida Reinw. ex Miq. - Ixora rosea Sims - Ixora speciosa Willd. - Ixora stricta Roxb. - Ixora stricta var. mekongensis Pierre ex Pit. - Pavetta arborea Blanco - Pavetta chinensis (Lam.) Roem. & Schult. - Pavetta kroneana Miq. - Pavetta stricta (Roxb.) Blume - Sykesia hongkongensis (Seem.) Kuntze - Tsiangia hongkongensis (Seem.) But, H.H.Hsue & P.T.Li |